# Lionginas Šepetys
Lionginas Šepetys (Kazliškiai, 23 de noviembre de 1926 – Vilnius, 9 de diciembre de 2017) fue un político soviético y lituano. Se convirtió en el presidente del Sóviet Supremo de la RSS de Lituania en 1981. En 1990 Šepetys fue uno de los firmantes de la declaración de Independencia de Lituania.